# Coppa delle nazioni oceaniane 1980
La Coppa delle nazioni oceaniane 1980 (1980 Oceania Cup) fu la seconda edizione della Coppa delle nazioni oceaniane, competizione calcistica per nazionali organizzata dalla OFC.
La competizione si svolse in Nuova Caledonia dal 24 febbraio al 3 marzo 1980 e vide la partecipazione di otto squadre: Australia, Figi, Isole Salomone, Nuova Caledonia, Nuova Zelanda, Nuove Ebridi, Papua Nuova Guinea e Tahiti.
L'Australia, alla sua prima partecipazione, si aggiudicò il torneo battendo in finale Tahiti 4-2; i padroni di casa si aggiudicarono la finale per il terzo posto battendo Figi 2-1.

## Formula
- Qualificazioni

Nessuna fase di qualificazione. Le squadre sono qualificate direttamente alla fase finale.
- Fase finale

Fase a gruppi - 8 squadre, divise in due gruppi da quattro squadre. Giocano partite di sola andata, le prime classificate si qualificano alla finale per il primo posto (la vincente si laurea campione OFC), le seconde classificate si qualificano alla finale per il terzo posto.

## Squadre partecipanti
| Pr. | Squadra            | Data di qualificazione certa | Partecipante in quanto                                         | Partecipazioni precedenti al torneo | Ultima presenza    |
| --- | ------------------ | ---------------------------- | -------------------------------------------------------------- | ----------------------------------- | ------------------ |
| 1   | Nuova Caledonia    | -                            | Rappresentativa della nazione organizzatrice della fase finale | 1 (1973)                            | Nuova Zelanda 1973 |
| 2   | Nuova Zelanda      | -                            | Qualificata di diritto                                         | 1 (1973)                            | Nuova Zelanda 1973 |
| 3   | Australia          | -                            | Qualificata di diritto                                         | -                                   | Esordiente         |
| 4   | Figi               | -                            | Qualificata di diritto                                         | 1 (1973)                            | Nuova Zelanda 1973 |
| 5   | Isole Salomone     | -                            | Qualificata di diritto                                         | -                                   | Esordiente         |
| 6   | Nuove Ebridi       | -                            | Qualificata di diritto                                         | 1 (1973)                            | Nuova Zelanda 1973 |
| 7   | Papua Nuova Guinea | -                            | Qualificata di diritto                                         | -                                   | Esordiente         |
| 8   | Tahiti             | -                            | Qualificata di diritto                                         | 1 (1973)                            | Nuova Zelanda 1973 |

Nella sezione "partecipazioni precedenti al torneo", le date in grassetto indicano che la nazione ha vinto quella edizione del torneo, mentre le date in corsivo indicano la nazione ospitante.

## Fase finale

### Fase a gruppi

#### Gruppo A
| Pos | Squadra        | G | V | N | P | GF | GS | DG  | Pt | Risultato                               |
| --- | -------------- | - | - | - | - | -- | -- | --- | -- | --------------------------------------- |
| 1   | Tahiti         | 3 | 3 | 0 | 0 | 21 | 5  | +16 | 6  | Qualificata alla finale per il 1º posto |
| 2   | Figi           | 3 | 2 | 0 | 1 | 10 | 7  | +3  | 4  | Qualificata alla finale per il 3º posto |
| 3   | Nuova Zelanda  | 3 | 1 | 0 | 2 | 7  | 8  | −1  | 2  |                                         |
| 4   | Isole Salomone | 3 | 0 | 0 | 3 | 3  | 21 | −18 | 0  |                                         |

| Nouméa 25 febbraio 1980 | Figi | 3 – 0 | Isole Salomone |  |

| Nouméa 25 febbraio 1980                                                          | Tahiti    | 3 – 1             | Nuova Zelanda |  |
| \| \| \| \| \| Wabealo 61’, 73’ Bennett 85’ \| Marcatori \| 47’ (rig.) Sumner \| |           |                   |               |  |
|                                                                                  |           |                   |               |  |
| Wabealo 61’, 73’ Bennett 85’                                                     | Marcatori | 47’ (rig.) Sumner |               |  |

| Nouméa 27 febbraio 1980                                             | Figi      | 4 – 0 | Nuova Zelanda |  |
| \| \| \| \| \| Chand 10’, 39’ Vuilabasa 31’, 63’ \| Marcatori \| \| |           |       |               |  |
|                                                                     |           |       |               |  |
| Chand 10’, 39’ Vuilabasa 31’, 63’                                   | Marcatori |       |               |  |

| Nouméa 27 febbraio 1980 | Tahiti | 12 – 1 | Isole Salomone |  |

| Nouméa 29 febbraio 1980 | Tahiti | 6 – 3 | Figi |  |

| Nouméa 29 febbraio 1980                                                                                  | Nuova Zelanda | 6 – 1          | Isole Salomone |  |
| \| \| \| \| \| Groom 6’ Armstrong 16’, 65’, 69’ Bill de Graaf 24’, 39’ \| Marcatori \| 66’ E. Karitea \| |               |                |                |  |
| |               |                |                |  |
| Groom 6’ Armstrong 16’, 65’, 69’ Bill de Graaf 24’, 39’                                                  | Marcatori     | 66’ E. Karitea |                |  |

#### Gruppo B
| Pos | Squadra            | G | V | N | P | GF | GS | DG  | Pt | Risultato                               |
| --- | ------------------ | - | - | - | - | -- | -- | --- | -- | --------------------------------------- |
| 1   | Australia          | 3 | 3 | 0 | 0 | 20 | 2  | +18 | 6  | Qualificata alla finale per il 1º posto |
| 2   | Nuova Caledonia    | 3 | 2 | 0 | 1 | 12 | 11 | +1  | 4  | Qualificata alla finale per il 3º posto |
| 3   | Papua Nuova Guinea | 3 | 1 | 0 | 2 | 6  | 22 | −16 | 2  |                                         |
| 4   | Nuove Ebridi       | 3 | 0 | 0 | 3 | 6  | 9  | −3  | 0  |                                         |

| Nouméa 24 febbraio 1980 | Papua Nuova Guinea | 4 – 3 | Nuove Ebridi |  |

| Nouméa 24 febbraio 1980                                                                  | Australia | 8 – 0 | Nuova Caledonia |  |
| \| \| \| \| \| Moulis ?’ Hunter ?’, ?’ Kay ?’, ?’ Krncevic ?’, ?’, ?’ \| Marcatori \| \| |           |       |                 |  |
|                                                                                          |           |       |                 |  |
| Moulis ?’ Hunter ?’, ?’ Kay ?’, ?’ Krncevic ?’, ?’, ?’                                   | Marcatori |       |                 |  |

| Nouméa 26 febbraio 1980 | Australia | 11 – 2             | Papua Nuova Guinea |  |
| \| \| \| \| \| Moulis ?’ Bertogna ?’ Bozanic ?’ Hunter ?’, ?’, ?’ Krncevic ?’ Sharne ?’, ?’, ?’, ?’ \| Marcatori \| ?’ Mouagi ?’ Torea \| |           |                    |                    |  |
| |           |                    |                    |  |
| Moulis ?’ Bertogna ?’ Bozanic ?’ Hunter ?’, ?’, ?’ Krncevic ?’ Sharne ?’, ?’, ?’, ?’                                                      | Marcatori | ?’ Mouagi ?’ Torea |                    |  |

| Nouméa 26 febbraio 1980 | Nuova Caledonia | 4 – 3 | Nuove Ebridi |  |

| Nouméa 28 febbraio 1980                       | Australia | 1 – 0 | Nuove Ebridi |  |
| \| \| \| \| \| Krncevic ?’ \| Marcatori \| \| |           |       |              |  |
|                                               |           |       |              |  |
| Krncevic ?’                                   | Marcatori |       |              |  |

| Nouméa 28 febbraio 1980 | Nuova Caledonia | 8 – 0 | Papua Nuova Guinea |  |

### Finale per il 3º posto
| Nouméa 2 marzo 1980                                                           | Nuova Caledonia | 2 – 1            | Figi |  |
| \| \| \| \| \| Jean Xowi ?’ Jacob Xowi ?’ \| Marcatori \| ?’ Mohamed Salim \| |                 |                  |      |  |
|                                                                               |                 |                  |      |  |
| Jean Xowi ?’ Jacob Xowi ?’                                                    | Marcatori       | ?’ Mohamed Salim |      |  |

### Finale
| Numea 3 marzo 1980                                                                                     | Australia | 4 – 2                               | Tahiti |  |
| \| \| \| \| \| Kay 4’, 29’ Moulis ?’ Bozanic ?’ \| Marcatori \| 11’ Andre Wabealo ?’ Erroll Bennett \| |           |                                     |        |  |
| |           |                                     |        |  |
| Kay 4’, 29’ Moulis ?’ Bozanic ?’                                                                       | Marcatori | 11’ Andre Wabealo ?’ Erroll Bennett |        |  |

## Statistiche

### Classifica marcatori
5 reti
- Ian Hunter
- Eddie Krnčević

4 reti
- Paul Kay
- Peter Sharne

3 reti
- Danny Moulis
- Mark Armstrong

2 reti
- Vic Bozanic
- Dewan Chand
- Meli Vuilabasa
- Willem de Graaf

1 rete
- Arno Bertogna
- 17 marcature
- E. Karitea
- 2 marcature
- 14 marcature
- Michael Groom
- Steve Sumner
- 6 marcature
- 6 marcature
- Erroll Bennett
- Alfred Wabealo
- Andre Wabealo
- 20 marcature